# Gianna Ghirri
Gianna Ghirri (Brescia, 23 agosto 1939) è un'ex cestista italiana.

## Carriera
Con l'Italia ha disputato i Campionati mondiali del 1967 e tre edizioni dei Campionati europei femminili di pallacanestro (1964, 1968 e 1970).